# Fernando Patterson
Fernando Arturo Patterson Castro (ur. 11 lutego 1970 w San José) – kostarykański piłkarz z obywatelstwem gwatemalskim występujący na pozycji bramkarza.

## Kariera klubowa
Patterson jest wychowankiem zespołu AD Ramonense z siedzibą w mieście San Ramón, w którego barwach przez kilka sezonów występował w kostarykańskiej Primera División, jednak nie odniósł z nim żadnych sukcesów zarówno na arenie krajowej, jak i międzynarodowej. W 1996 roku wyjechał do Gwatemali, gdzie spędził zdecydowaną większość swojej kariery, przyjmując tamtejsze obywatelstwo. Początkowo podpisał umowę z ówczesnym mistrzem kraju, drużyną Xelajú MC z miasta Quetzaltenango, gdzie szybko wywalczył sobie miejsce w wyjściowej jedenastce, lecz po sezonie 1998/1999 spadł z zespołem do drugiej ligi gwatemalskiej. Mimo to pozostał w ekipie i już po roku pomógł jej powrócić do najwyższej klasy rozgrywkowej. Po sześciu latach spędzonych w Xelajú, podczas których nie zdobył jednak żadnego trofeum, powrócił do ojczyzny, zostając graczem CS Cartaginés, w którego barwach spędził rok, plasując się w górnej połowie tabeli. Później przeszedł do swojego macierzystego AD Ramonense, wówczas beniaminka pierwszej ligi, gdzie również grał przez następne dwanaście miesięcy.
Latem 2004 Patterson wrócił do Gwatemali, ponownie zostając piłkarzem Xelajú MC. Tam ponownie został podstawowym golkiperem i już w pierwszym sezonie po powrocie do klubu – Apertura 2004 – otrzymał nagrodę dla najlepszego bramkarza ligi gwatemalskiej – Trofeo Danny Ortiz. W 2005 roku dotarł ze swoim klubem do finału krajowego pucharu – Copa de Guatemala, natomiast w rozgrywkach Clausura 2007 zdobył z Xelajú tytuł mistrza Gwatemali. W styczniu 2008 podpisał kontrakt z kostarykańskim AD San Carlos, którego barwy reprezentował przez sześć miesięcy, nie odnosząc żadnego sukcesu, jednak już w połowie tego samego roku po raz kolejny powrócił do ligi gwatemalskiej, tym razem zostając graczem CD Heredia. Po kilku miesiącach ponownie odszedł do Xelajú MC, gdzie w sezonie Apertura 2009 ponownie został uhonorowany nagrodą Trofeo Danny Ortiz, za to pół roku później, podczas rozgrywek Clausura 2010, wywalczył ze swoim klubem tytuł wicemistrza Gwatemali.
W połowie 2010 roku, po serii problemów dyscyplinarnych, Patterson odszedł do Deportivo Xinabajul z miasta Huehuetenango, w którym występował przez rok, a na koniec sezonu 2010/2011 spadł z nim do drugiej ligi gwatemalskiej. Bezpośrednio po relegacji podpisał umowę z Deportivo Coatepeque, występującym na zapleczu najwyższej klasy rozgrywkowej w Gwatemali, jednak już po pół roku powrócił do pierwszej ligi, po raz czwarty w karierze podpisując umowę z Xelajú MC. Mimo zaawansowanego wieku od razu został podstawowym bramkarzem i w rozgrywkach Clausura 2012 zdobył z Xelajú kolejne mistrzostwo Gwatemali. W czerwcu 2013, mając 43 lata, zakończył piłkarską karierę, zostając trenerem bramkarzy Xelajú.
Patterson jest również znany z częstego strzelania goli – według statystyk IFFHS na rok 2012 zajmuje siódme miejsce w rankingu najskuteczniejszych bramkarzy świata, z bilansem 35 zdobytych bramek, z czego 31 z rzutów karnych.

## Kariera reprezentacyjna
W 1993 roku Patterson został powołany do reprezentacji Kostaryki przez selekcjonera Álvaro MacDonalda na Złoty Puchar CONCACAF. Tam pozostawał rezerwowym dla Ericka Lonnisa, jednak 25 lipca zdołał wystąpić w zremisowanym 1:1 spotkaniu o trzecie miejsce z Jamajką, rozgrywając wówczas pierwszy i zarazem ostatni mecz w kadrze narodowej, który uniemożliwił mu przyszłe powołania do gwatemalskiej reprezentacji po otrzymaniu obywatelstwa tego kraju.